# David Oyens

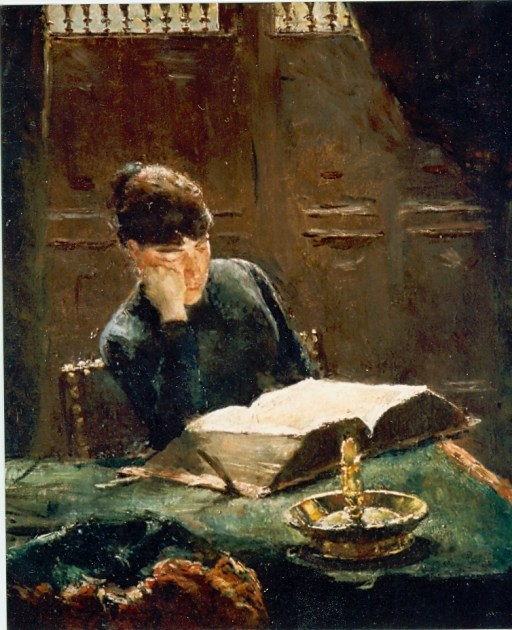
Porträt der Frau des Malers

David Oyens (* 29. Juli 1842 in Amsterdam; † 11. Februar 1902 in Brüssel) war ein niederländischer Maler. Gemeinsam mit seinem Zwillingsbruder Pieter Oyens gehörten sie zu den originellsten niederländischen Malern des 19. Jahrhunderts.
Sie wurden als zwei der zehn Kinder des Amsterdamer Bankiers Henry Gerard Oijens (1804–1886) und Ursula Magdalena Christina Metzler (1805–1868) geboren.
Im achten Lebensjahr begannen die Oyens-Brüder Zeichenunterricht beim Amsterdamer Maler Johan Hendrik Veldhuyzen. 1860 begannen sie ihr Malerstudium an den Abendkursen der Akademie der Künste Brüssel. Zwei Jahre später wurden sie Schüler im Atelier des Orientalisten Jean-François Portaels.
Die sehr ähnlichen Oyens Brüder teilten ihr Studio zu Sint-Joost-ten-Node. Sie malten in gleichem Stil und ihre Werke waren nur schwer zu unterscheiden.
1875 kam der erste Erfolg. Der Kritiker Camille Lemonnier lobte ihre Arbeit und führende Sammler begannen ihre Gemälde zu kaufen. Im Jahr 1880 gewann David während des Brüsseler Triennale Salons eine Goldmedaille, auch andere Werke der Brüder fanden Anerkennung.
Beide Brüder malten hauptsächlich Themen aus ihrer unmittelbaren Umgebung und ihrem täglichen Leben. Ihre Malerei war frei vom Akademismus und Sentimentalismus, oft humorvoll, von der Brüsseler Société libre des beaux-arts beeinflusst. Beide malten viele Porträts, und in geringerem Maße auch Stillleben und Interieurs, David auch einige Landschaften.
David Oyens heiratete 1866 Catharina Elisabeth „Betsy“ Voûte, ihre Tochter überlebte nur ein Jahr, sein Bruder heiratete erst 27 Jahre später, im 51. Lebensjahr, kurz danach wurde er von einem Schlaganfall getroffen, und er starb im Jahr 1894, einen Monat vor der Geburt seiner Tochter.
David Oyens und seine Frau ließen sich in den späten 1890er Jahren in Arnheim nieder, aber er sehnte sich nach Brüssel. Um die Jahrhundertwende ging er zurück nach Brüssel, starb aber kurz darauf und wurde neben seinem Bruder Peter begraben.